# Mistrzostwa Świata U-21 w Piłce Ręcznej Mężczyzn 2003
Mistrzostwa Świata U-21 w Piłce Ręcznej Mężczyzn 2003 – czternaste mistrzostwa świata U-21 w piłce ręcznej mężczyzn, oficjalny międzynarodowy turniej piłki ręcznej o randze mistrzostw świata organizowany przez IHF mający na celu wyłonienie najlepszej męskiej reprezentacji narodowej złożonej z zawodników do lat dwudziestu jeden. Odbył się w dniach 24 sierpnia – 6 września 2003 roku w Brazylii. Tytułu zdobytego w 2001 roku broniła reprezentacja Rosji, zwyciężyła zaś Szwecja.
Początkowo mistrzostwa te zostały przyznane Algierii, Brazylia miała zaś gościć analogiczną imprezę żeńską. Jednak z uwagi na problemy wewnętrzne Algierii ostatecznie zawody te zorganizował brazylijski związek, który z kolei zrezygnował z turnieju juniorek z powodu igrzysk panamerykańskich. Zorganizowane zostały w dwóch miastach stanu Parana – São Miguel do Iguaçu i Foz do Iguaçu.
W mistrzostwach wzięło udział dwadzieścia reprezentacji wyłonionych w kontynentalnych kwalifikacjach. Zostały one podzielone na cztery pięciozespołowe grupy rywalizujące systemem kołowym, a trzy najlepsze z każdej z grup awansowały do fazy zasadniczej. W niej, zachowując punkty z pierwszej fazy, walczyły w dwóch sześciozespołowych grupach o dwa czołowe miejsca premiowane awansem do półfinałów, pozostałe drużyny zmierzyły się zaś w meczach o poszczególne miejsca. Losowanie grup zostało zaplanowane na 29 maja 2003 roku w Foz do Iguaçu.
W meczu o złoto Szwecja pokonała po dogrywce Danię, brąz zdobyła zaś Słowenia.

## Faza grupowa

### Grupa A
| 24 sierpnia 200318:00 | Tunezja U:21 | 29:27(15:15) | Serbia i Czarnogóra U:21 | Ginásio Costa Cavalcanti, Foz do Iguaçu |
| 24 sierpnia 200318:00 |              | 29:27(15:15) |                          | Ginásio Costa Cavalcanti, Foz do Iguaçu |

| 24 sierpnia 200320:00 | Algieria U:21 | 21:19(15:8) | Ukraina U:21 | Ginásio Costa Cavalcanti, Foz do Iguaçu |
| 24 sierpnia 200320:00 |               | 21:19(15:8) |              | Ginásio Costa Cavalcanti, Foz do Iguaçu |

| 25 sierpnia 200316:00 | Chorwacja U:21 | 29:22(11:8) | Serbia i Czarnogóra U:21 | Ginásio Joelson Marcelino, São Miguel do Iguaçu |
| 25 sierpnia 200316:00 |                | 29:22(11:8) |                          | Ginásio Joelson Marcelino, São Miguel do Iguaçu |

| 25 sierpnia 200320:00 | Tunezja U:21 | 35:22(19:7) | Algieria U:21 | Ginásio Joelson Marcelino, São Miguel do Iguaçu |
| 25 sierpnia 200320:00 |              | 35:22(19:7) |               | Ginásio Joelson Marcelino, São Miguel do Iguaçu |

| 26 sierpnia 200320:00 | Chorwacja U:21 | 26:18(13:11) | Ukraina U:21 | Ginásio Joelson Marcelino, São Miguel do Iguaçu |
| 26 sierpnia 200320:00 |                | 26:18(13:11) |              | Ginásio Joelson Marcelino, São Miguel do Iguaçu |

| 27 sierpnia 200316:00 | Tunezja U:21 | 25:19(14:8) | Ukraina U:21 | Ginásio Costa Cavalcanti, Foz do Iguaçu |
| 27 sierpnia 200316:00 |              | 25:19(14:8) |              | Ginásio Costa Cavalcanti, Foz do Iguaçu |

| 27 sierpnia 200316:00 | Serbia i Czarnogóra U:21 | 31:26(14:12) | Algieria U:21 | Ginásio Joelson Marcelino, São Miguel do Iguaçu |
| 27 sierpnia 200316:00 |                          | 31:26(14:12) |               | Ginásio Joelson Marcelino, São Miguel do Iguaçu |

| 28 sierpnia 200318:00 | Chorwacja U:21 | 31:21(18:10) | Algieria U:21 | Ginásio Costa Cavalcanti, Foz do Iguaçu |
| 28 sierpnia 200318:00 |                | 31:21(18:10) |               | Ginásio Costa Cavalcanti, Foz do Iguaçu |

| 29 sierpnia 200314:00 | Serbia i Czarnogóra U:21 | 33:29(13:8) | Ukraina U:21 | Ginásio Costa Cavalcanti, Foz do Iguaçu |
| 29 sierpnia 200314:00 |                          | 33:29(13:8) |              | Ginásio Costa Cavalcanti, Foz do Iguaçu |

| 29 sierpnia 200318:00 | Chorwacja U:21 | 26:22(16:12) | Tunezja U:21 | Ginásio Costa Cavalcanti, Foz do Iguaçu |
| 29 sierpnia 200318:00 |                | 26:22(16:12) |              | Ginásio Costa Cavalcanti, Foz do Iguaçu |

### Grupa B
| 24 sierpnia 200314:00 | Szwecja U:21 | 24:19(11:9) | Dania U:21 | Ginásio Costa Cavalcanti, Foz do Iguaçu |
| 24 sierpnia 200314:00 |              | 24:19(11:9) |            | Ginásio Costa Cavalcanti, Foz do Iguaçu |

| 24 sierpnia 200316:00 | Węgry U:21 | 20:20(9:8) | Argentyna U:21 | Ginásio Costa Cavalcanti, Foz do Iguaçu |
| 24 sierpnia 200316:00 |            | 20:20(9:8) |                | Ginásio Costa Cavalcanti, Foz do Iguaçu |

| 25 sierpnia 200314:00 | Szwecja U:21 | 29:22(16:9) | Polska U:21 | Ginásio Joelson Marcelino, São Miguel do Iguaçu |
| 25 sierpnia 200314:00 |              | 29:22(16:9) |             | Ginásio Joelson Marcelino, São Miguel do Iguaçu |

| 25 sierpnia 200318:00 | Dania U:21 | 33:25(19:13) | Argentyna U:21 | Ginásio Joelson Marcelino, São Miguel do Iguaçu |
| 25 sierpnia 200318:00 |            | 33:25(19:13) |                | Ginásio Joelson Marcelino, São Miguel do Iguaçu |

| 26 sierpnia 200318:00 | Polska U:21 | 30:26(16:13) | Węgry U:21 | Ginásio Joelson Marcelino, São Miguel do Iguaçu |
| 26 sierpnia 200318:00 |             | 30:26(16:13) |            | Ginásio Joelson Marcelino, São Miguel do Iguaçu |

| 27 sierpnia 200314:00 | Węgry U:21 | 28:24(12:14) | Dania U:21 | Ginásio Joelson Marcelino, São Miguel do Iguaçu |
| 27 sierpnia 200314:00 |            | 28:24(12:14) |            | Ginásio Joelson Marcelino, São Miguel do Iguaçu |

| 27 sierpnia 200320:00 | Szwecja U:21 | 33:19(17:8) | Argentyna U:21 | Ginásio Joelson Marcelino, São Miguel do Iguaçu |
| 27 sierpnia 200320:00 |              | 33:19(17:8) |                | Ginásio Joelson Marcelino, São Miguel do Iguaçu |

| 28 sierpnia 200320:00 | Polska U:21 | 25:25(12:12) | Argentyna U:21 | Ginásio Costa Cavalcanti, Foz do Iguaçu |
| 28 sierpnia 200320:00 |             | 25:25(12:12) |                | Ginásio Costa Cavalcanti, Foz do Iguaçu |

| 29 sierpnia 200316:00 | Szwecja U:21 | 37:19(17:5) | Węgry U:21 | Ginásio Costa Cavalcanti, Foz do Iguaçu |
| 29 sierpnia 200316:00 |              | 37:19(17:5) |            | Ginásio Costa Cavalcanti, Foz do Iguaçu |

| 29 sierpnia 200320:00 | Dania U:21 | 35:30(19:18) | Polska U:21 | Ginásio Costa Cavalcanti, Foz do Iguaçu |
| 29 sierpnia 200320:00 |            | 35:30(19:18) |             | Ginásio Costa Cavalcanti, Foz do Iguaçu |

### Grupa C
| 24 sierpnia 200312:30 | Brazylia U:21 | 30:11(12:7) | Portoryko U:21 | Ginásio Joelson Marcelino, São Miguel do Iguaçu |
| 24 sierpnia 200312:30 |               | 30:11(12:7) |                | Ginásio Joelson Marcelino, São Miguel do Iguaçu |

| 24 sierpnia 200318:30 | Szwajcaria U:21 | 40:20(20:5) | Kuwejt U:21 | Ginásio Joelson Marcelino, São Miguel do Iguaçu |
| 24 sierpnia 200318:30 |                 | 40:20(20:5) |             | Ginásio Joelson Marcelino, São Miguel do Iguaçu |

| 25 sierpnia 200314:00 | Słowenia U:21 | 50:16(25:9) | Kuwejt U:21 | Ginásio Joelson Marcelino, São Miguel do Iguaçu |
| 25 sierpnia 200314:00 |               | 50:16(25:9) |             | Ginásio Joelson Marcelino, São Miguel do Iguaçu |

| 25 sierpnia 200316:00 | Szwajcaria U:21 | 43:16(16:7) | Portoryko U:21 | Ginásio Joelson Marcelino, São Miguel do Iguaçu |
| 25 sierpnia 200316:00 |                 | 43:16(16:7) |                | Ginásio Joelson Marcelino, São Miguel do Iguaçu |

| 26 sierpnia 200320:00 | Słowenia U:21 | 30:17(16:10) | Brazylia U:21 | Ginásio Joelson Marcelino, São Miguel do Iguaçu |
| 26 sierpnia 200320:00 |               | 30:17(16:10) |               | Ginásio Joelson Marcelino, São Miguel do Iguaçu |

| 27 sierpnia 200318:00 | Kuwejt U:21 | 27:22(12:11) | Portoryko U:21 | Ginásio Joelson Marcelino, São Miguel do Iguaçu |
| 27 sierpnia 200318:00 |             | 27:22(12:11) |                | Ginásio Joelson Marcelino, São Miguel do Iguaçu |

| 27 sierpnia 200320:00 | Szwajcaria U:21 | 29:22(15:10) | Brazylia U:21 | Ginásio Joelson Marcelino, São Miguel do Iguaçu |
| 27 sierpnia 200320:00 |                 | 29:22(15:10) |               | Ginásio Joelson Marcelino, São Miguel do Iguaçu |

| 28 sierpnia 200318:00 | Słowenia U:21 | 51:18(20:11) | Portoryko U:21 | Ginásio Joelson Marcelino, São Miguel do Iguaçu |
| 28 sierpnia 200318:00 |               | 51:18(20:11) |                | Ginásio Joelson Marcelino, São Miguel do Iguaçu |

| 29 sierpnia 200318:00 | Słowenia U:21 | 36:33(19:17) | Szwajcaria U:21 | Ginásio Joelson Marcelino, São Miguel do Iguaçu |
| 29 sierpnia 200318:00 |               | 36:33(19:17) |                 | Ginásio Joelson Marcelino, São Miguel do Iguaçu |

| 29 sierpnia 200320:00 | Brazylia U:21 | 25:16(10:4) | Kuwejt U:21 | Ginásio Joelson Marcelino, São Miguel do Iguaçu |
| 29 sierpnia 200320:00 |               | 25:16(10:4) |             | Ginásio Joelson Marcelino, São Miguel do Iguaçu |

### Grupa D
| 24 sierpnia 200314:30 | Niemcy U:21 | 28:22(12:10) | Słowacja U:21 | Ginásio Joelson Marcelino, São Miguel do Iguaçu |
| 24 sierpnia 200314:30 |             | 28:22(12:10) |               | Ginásio Joelson Marcelino, São Miguel do Iguaçu |

| 24 sierpnia 200316:30 | Egipt U:21 | 23:23(13:10) | Katar U:21 | Ginásio Joelson Marcelino, São Miguel do Iguaçu |
| 24 sierpnia 200316:30 |            | 23:23(13:10) |            | Ginásio Joelson Marcelino, São Miguel do Iguaçu |

| 25 sierpnia 200318:00 | Hiszpania U:21 | 31:21(14:10) | Słowacja U:21 | Ginásio Costa Cavalcanti, Foz do Iguaçu |
| 25 sierpnia 200318:00 |                | 31:21(14:10) |               | Ginásio Costa Cavalcanti, Foz do Iguaçu |

| 25 sierpnia 200320:00 | Katar U:21 | 29:27(15:13) | Niemcy U:21 | Ginásio Costa Cavalcanti, Foz do Iguaçu |
| 25 sierpnia 200320:00 |            | 29:27(15:13) |             | Ginásio Costa Cavalcanti, Foz do Iguaçu |

| 26 sierpnia 200318:00 | Hiszpania U:21 | 27:19(10:7) | Egipt U:21 | Ginásio Costa Cavalcanti, Foz do Iguaçu |
| 26 sierpnia 200318:00 |                | 27:19(10:7) |            | Ginásio Costa Cavalcanti, Foz do Iguaçu |

| 27 sierpnia 200314:00 | Egipt U:21 | 24:24(13:9) | Niemcy U:21 | Ginásio Costa Cavalcanti, Foz do Iguaçu |
| 27 sierpnia 200314:00 |            | 24:24(13:9) |             | Ginásio Costa Cavalcanti, Foz do Iguaçu |

| 27 sierpnia 200318:00 | Słowacja U:21 | 24:18(11:8) | Katar U:21 | Ginásio Joelson Marcelino, São Miguel do Iguaçu |
| 27 sierpnia 200318:00 |               | 24:18(11:8) |            | Ginásio Joelson Marcelino, São Miguel do Iguaçu |

| 28 sierpnia 200320:00 | Hiszpania U:21 | 30:20(15:4) | Katar U:21 | Ginásio Joelson Marcelino, São Miguel do Iguaçu |
| 28 sierpnia 200320:00 |                | 30:20(15:4) |            | Ginásio Joelson Marcelino, São Miguel do Iguaçu |

| 29 sierpnia 200314:00 | Egipt U:21 | 28:26(17:11) | Słowacja U:21 | Ginásio Joelson Marcelino, São Miguel do Iguaçu |
| 29 sierpnia 200314:00 |            | 28:26(17:11) |               | Ginásio Joelson Marcelino, São Miguel do Iguaçu |

| 29 sierpnia 200316:00 | Hiszpania U:21 | 25:23(13:10) | Niemcy U:21 | Ginásio Joelson Marcelino, São Miguel do Iguaçu |
| 29 sierpnia 200316:00 |                | 25:23(13:10) |             | Ginásio Joelson Marcelino, São Miguel do Iguaçu |

## Faza zasadnicza

### Mecze o miejsca 1–12
Grupa I
| 31 sierpnia 200316:00 | Chorwacja U:21 | 31:31(17:15) | Polska U:21 | Ginásio Joelson Marcelino, São Miguel do Iguaçu |
| 31 sierpnia 200316:00 |                | 31:31(17:15) |             | Ginásio Joelson Marcelino, São Miguel do Iguaçu |

| 31 sierpnia 200318:00 | Szwecja U:21 | 37:23(21:11) | Serbia i Czarnogóra U:21 | Ginásio Joelson Marcelino, São Miguel do Iguaçu |
| 31 sierpnia 200318:00 |              | 37:23(21:11) |                          | Ginásio Joelson Marcelino, São Miguel do Iguaçu |

| 31 sierpnia 200320:00 | Dania U:21 | 26:24(14:13) | Tunezja U:21 | Ginásio Joelson Marcelino, São Miguel do Iguaçu |
| 31 sierpnia 200320:00 |            | 26:24(14:13) |              | Ginásio Joelson Marcelino, São Miguel do Iguaçu |

| 1 września 200316:00 | Polska U:21 | 36:35(16:18) | Serbia i Czarnogóra U:21 | Ginásio Costa Cavalcanti, Foz do Iguaçu |
| 1 września 200316:00 |             | 36:35(16:18) |                          | Ginásio Costa Cavalcanti, Foz do Iguaçu |

| 1 września 200318:00 | Dania U:21 | 33:22(15:12) | Chorwacja U:21 | Ginásio Costa Cavalcanti, Foz do Iguaçu |
| 1 września 200318:00 |            | 33:22(15:12) |                | Ginásio Costa Cavalcanti, Foz do Iguaçu |

| 1 września 200320:00 | Szwecja U:21 | 33:25(14:7) | Tunezja U:21 | Ginásio Costa Cavalcanti, Foz do Iguaçu |
| 1 września 200320:00 |              | 33:25(14:7) |              | Ginásio Costa Cavalcanti, Foz do Iguaçu |

| 2 września 200316:00 | Dania U:21 | 30:24(16:12) | Serbia i Czarnogóra U:21 | Ginásio Joelson Marcelino, São Miguel do Iguaçu |
| 2 września 200316:00 |            | 30:24(16:12) |                          | Ginásio Joelson Marcelino, São Miguel do Iguaçu |

| 2 września 200318:00 | Szwecja U:21 | 30:30(15:16) | Chorwacja U:21 | Ginásio Joelson Marcelino, São Miguel do Iguaçu |
| 2 września 200318:00 |              | 30:30(15:16) |                | Ginásio Joelson Marcelino, São Miguel do Iguaçu |

| 2 września 200320:00 | Polska U:21 | 31:29(17:14) | Tunezja U:21 | Ginásio Joelson Marcelino, São Miguel do Iguaçu |
| 2 września 200320:00 |             | 31:29(17:14) |              | Ginásio Joelson Marcelino, São Miguel do Iguaçu |

Grupa II
| 31 sierpnia 200313:40 | Hiszpania U:21 | 28:16(16:7) | Brazylia U:21 | Ginásio Costa Cavalcanti, Foz do Iguaçu |
| 31 sierpnia 200313:40 |                | 28:16(16:7) |               | Ginásio Costa Cavalcanti, Foz do Iguaçu |

| 31 sierpnia 200316:00 | Słowenia U:21 | 32:21(12:11) | Katar U:21 | Ginásio Costa Cavalcanti, Foz do Iguaçu |
| 31 sierpnia 200316:00 |               | 32:21(12:11) |            | Ginásio Costa Cavalcanti, Foz do Iguaçu |

| 31 sierpnia 200320:00 | Szwajcaria U:21 | 24:24(10:14) | Egipt U:21 | Ginásio Costa Cavalcanti, Foz do Iguaçu |
| 31 sierpnia 200320:00 |                 | 24:24(10:14) |            | Ginásio Costa Cavalcanti, Foz do Iguaçu |

| 1 września 200316:00 | Hiszpania U:21 | 35:26(17:8) | Szwajcaria U:21 | Ginásio Joelson Marcelino, São Miguel do Iguaçu |
| 1 września 200316:00 |                | 35:26(17:8) |                 | Ginásio Joelson Marcelino, São Miguel do Iguaçu |

| 1 września 200318:00 | Słowenia U:21 | 35:29(13:17) | Egipt U:21 | Ginásio Joelson Marcelino, São Miguel do Iguaçu |
| 1 września 200318:00 |               | 35:29(13:17) |            | Ginásio Joelson Marcelino, São Miguel do Iguaçu |

| 1 września 200320:05 | Brazylia U:21 | 26:20(14:7) | Katar U:21 | Ginásio Joelson Marcelino, São Miguel do Iguaçu |
| 1 września 200320:05 |               | 26:20(14:7) |            | Ginásio Joelson Marcelino, São Miguel do Iguaçu |

| 2 września 200316:05 | Szwajcaria U:21 | 33:24(16:12) | Katar U:21 | Ginásio Costa Cavalcanti, Foz do Iguaçu |
| 2 września 200316:05 |                 | 33:24(16:12) |            | Ginásio Costa Cavalcanti, Foz do Iguaçu |

| 2 września 200318:00 | Hiszpania U:21 | 36:30(19:14) | Słowenia U:21 | Ginásio Costa Cavalcanti, Foz do Iguaçu |
| 2 września 200318:00 |                | 36:30(19:14) |               | Ginásio Costa Cavalcanti, Foz do Iguaçu |

| 2 września 200320:05 | Brazylia U:21 | 23:21(10:9) | Egipt U:21 | Ginásio Costa Cavalcanti, Foz do Iguaçu |
| 2 września 200320:05 |               | 23:21(10:9) |            | Ginásio Costa Cavalcanti, Foz do Iguaçu |

### Mecze o miejsca 13–20
Grupa I
| 31 sierpnia 200314:00 | Argentyna U:21 | 27:23(13:12) | Algieria U:21 | Ginásio Joelson Marcelino, São Miguel do Iguaçu |
| 31 sierpnia 200314:00 |                | 27:23(13:12) |               | Ginásio Joelson Marcelino, São Miguel do Iguaçu |

| 31 sierpnia 200312:00 | Słowacja U:21 | 40:15(21:9) | Kuwejt U:21 | Ginásio Joelson Marcelino, São Miguel do Iguaçu |
| 31 sierpnia 200312:00 |               | 40:15(21:9) |             | Ginásio Joelson Marcelino, São Miguel do Iguaçu |

| 1 września 200312:00 | Słowacja U:21 | 32:29(18:12) | Algieria U:21 | Ginásio Costa Cavalcanti, Foz do Iguaçu |
| 1 września 200312:00 |               | 32:29(18:12) |               | Ginásio Costa Cavalcanti, Foz do Iguaçu |

| 1 września 200312:00 | Argentyna U:21 | 25:20(8:11) | Kuwejt U:21 | Ginásio Joelson Marcelino, São Miguel do Iguaçu |
| 1 września 200312:00 |                | 25:20(8:11) |             | Ginásio Joelson Marcelino, São Miguel do Iguaçu |

| 2 września 200312:00 | Algieria U:21 | 29:20(17:7) | Kuwejt U:21 | Ginásio Joelson Marcelino, São Miguel do Iguaçu |
| 2 września 200312:00 |               | 29:20(17:7) |             | Ginásio Joelson Marcelino, São Miguel do Iguaçu |

| 2 września 200314:00 | Słowacja U:21 | 38:29(17:14) | Argentyna U:21 | Ginásio Joelson Marcelino, São Miguel do Iguaçu |
| 2 września 200314:00 |               | 38:29(17:14) |                | Ginásio Joelson Marcelino, São Miguel do Iguaçu |

Grupa II
| 31 sierpnia 200311:30 | Węgry U:21 | 36:25(15:13) | Ukraina U:21 | Ginásio Costa Cavalcanti, Foz do Iguaçu |
| 31 sierpnia 200311:30 |            | 36:25(15:13) |              | Ginásio Costa Cavalcanti, Foz do Iguaçu |

| 31 sierpnia 200318:00 | Niemcy U:21 | 45:12(25:7) | Portoryko U:21 | Ginásio Costa Cavalcanti, Foz do Iguaçu |
| 31 sierpnia 200318:00 |             | 45:12(25:7) |                | Ginásio Costa Cavalcanti, Foz do Iguaçu |

| 1 września 200314:00 | Niemcy U:21 | 32:26(17:16) | Ukraina U:21 | Ginásio Costa Cavalcanti, Foz do Iguaçu |
| 1 września 200314:00 |             | 32:26(17:16) |              | Ginásio Costa Cavalcanti, Foz do Iguaçu |

| 1 września 200314:00 | Węgry U:21 | 44:8(18:5) | Portoryko U:21 | Ginásio Joelson Marcelino, São Miguel do Iguaçu |
| 1 września 200314:00 |            | 44:8(18:5) |                | Ginásio Joelson Marcelino, São Miguel do Iguaçu |

| 2 września 200312:00 | Niemcy U:21 | 27:25(16:6) | Węgry U:21 | Ginásio Costa Cavalcanti, Foz do Iguaçu |
| 2 września 200312:00 |             | 27:25(16:6) |            | Ginásio Costa Cavalcanti, Foz do Iguaçu |

| 2 września 200314:00 | Ukraina U:21 | 43:9(20:3) | Portoryko U:21 | Ginásio Costa Cavalcanti, Foz do Iguaçu |
| 2 września 200314:00 |              | 43:9(20:3) |                | Ginásio Costa Cavalcanti, Foz do Iguaçu |

## Faza pucharowa
Mecz o 19. miejsce
| 4 września 200315:00 | Kuwejt U:21 | 37:23(22:12) | Portoryko U:21 | Ginásio Joelson Marcelino, São Miguel do Iguaçu |
| 4 września 200315:00 |             | 37:23(22:12) |                | Ginásio Joelson Marcelino, São Miguel do Iguaçu |

Mecz o 17. miejsce
| 4 września 200315:00 | Ukraina U:21 | 29:20(17:9) | Algieria U:21 | Ginásio Costa Cavalcanti, Foz do Iguaçu |
| 4 września 200315:00 |              | 29:20(17:9) |               | Ginásio Costa Cavalcanti, Foz do Iguaçu |

Mecz o 15. miejsce
| 4 września 200317:30 | Węgry U:21 | 29:24(13:11) | Argentyna U:21 | Ginásio Joelson Marcelino, São Miguel do Iguaçu |
| 4 września 200317:30 |            | 29:24(13:11) |                | Ginásio Joelson Marcelino, São Miguel do Iguaçu |

Mecz o 13. miejsce
| 4 września 200317:30 | Niemcy U:21 | 28:23(16:14) | Słowacja U:21 | Ginásio Costa Cavalcanti, Foz do Iguaçu |
| 4 września 200317:30 |             | 28:23(16:14) |               | Ginásio Costa Cavalcanti, Foz do Iguaçu |

Mecz o 11. miejsce
| 5 września 200317:30 | Serbia i Czarnogóra U:21 | 28:26(17:16) | Katar U:21 | Ginásio Joelson Marcelino, São Miguel do Iguaçu |
| 5 września 200317:30 |                          | 28:26(17:16) |            | Ginásio Joelson Marcelino, São Miguel do Iguaçu |

Mecz o 9. miejsce
| 5 września 200317:30 | Tunezja U:21 | 32:28(14:15) | Egipt U:21 | Ginásio Costa Cavalcanti, Foz do Iguaçu |
| 5 września 200317:30 |              | 32:28(14:15) |            | Ginásio Costa Cavalcanti, Foz do Iguaçu |

Mecz o 7. miejsce
| 5 września 200320:05 | Polska U:21 | 34:19(13:12) | Brazylia U:21 | Ginásio Joelson Marcelino, São Miguel do Iguaçu |
| 5 września 200320:05 |             | 34:19(13:12) |               | Ginásio Joelson Marcelino, São Miguel do Iguaçu |

Mecz o 5. miejsce
| 5 września 200320:05 | Chorwacja U:21 | 37:32(19:14) | Szwajcaria U:21 | Ginásio Costa Cavalcanti, Foz do Iguaçu |
| 5 września 200320:05 |                | 37:32(19:14) |                 | Ginásio Costa Cavalcanti, Foz do Iguaçu |

Mecze o 1. miejsce
|  |                        |                |            |                        |    |              |              |       |
|  | Półfinały              | Półfinały      | Półfinały  |                        |    | Finał        | Finał        | Finał |
|  | Półfinały              | Półfinały      | Półfinały  |                        |    | Finał        | Finał        | Finał |
|  | 04 września 2003 20:05 |                |            |                        |    |              |              |       |
|  |                        |                |            |                        |    |              |              |       |
|  | Szwecja U-21           | Szwecja U-21   | 33         |                        |    |              |              |       |
|  | Szwecja U-21           | Szwecja U-21   | 33         | 06 września 2003 15:00 |    |              |              |       |
|  | Słowenia U-21          | Słowenia U-21  | 31         |                        |    |              |              |       |
|  | Słowenia U-21          | Słowenia U-21  | 31         |                        |    | Szwecja U-21 | Szwecja U-21 | 36    |
|  | 04 września 2003 20:05 |                |            |                        |    | Szwecja U-21 | Szwecja U-21 | 36    |
|  |                        |                | Dania U-21 | Dania U-21             | 34 |              |              |       |
|  | Dania U-21             | Dania U-21     | Dania U-21 | Dania U-21             | 34 | 31           |              |       |
|  | Dania U-21             | Dania U-21     |            |                        |    |              |              |       |
|  | Hiszpania U-21         | Hiszpania U-21 | 30         |                        |    |              |              |       |
|  | Hiszpania U-21         | Hiszpania U-21 | 30         | Mecz o 3. miejsce      |    |              |              |       |
|  |                        |                |            |                        |    |              |              |       |
|  | 06 września 2003 12:30 |                |            |                        |    |              |              |       |
|  |                        |                |            |                        |    |              |              |       |
|  | Słowenia U-21          | Słowenia U-21  | 35         |                        |    |              |              |       |
|  | Słowenia U-21          | Słowenia U-21  | 35         |                        |    |              |              |       |
|  | Hiszpania U-21         | Hiszpania U-21 | 33         |                        |    |              |              |       |
|  | Hiszpania U-21         | Hiszpania U-21 | 33         |                        |    |              |              |       |

| 4 września 200320:05 | Szwecja U:21 | 33:31(13:14) | Słowenia U:21 | Ginásio Joelson Marcelino, São Miguel do Iguaçu |
| 4 września 200320:05 |              | 33:31(13:14) |               | Ginásio Joelson Marcelino, São Miguel do Iguaçu |

| 4 września 200320:05 | Dania U:21 | 31:30(14:16) | Hiszpania U:21 | Ginásio Costa Cavalcanti, Foz do Iguaçu |
| 4 września 200320:05 |            | 31:30(14:16) |                | Ginásio Costa Cavalcanti, Foz do Iguaçu |

| 6 września 200315:00 | Szwecja U:21 | 36:34 (pd.)(14:16, 28:28) | Dania U:21 | Ginásio Costa Cavalcanti, Foz do Iguaçu |
| 6 września 200315:00 |              | 36:34 (pd.)(14:16, 28:28) |            | Ginásio Costa Cavalcanti, Foz do Iguaçu |

| 6 września 200312:30 | Słowenia U:21 | 35:33(15:16) | Hiszpania U:21 | Ginásio Costa Cavalcanti, Foz do Iguaçu |
| 6 września 200312:30 |               | 35:33(15:16) |                | Ginásio Costa Cavalcanti, Foz do Iguaçu |

## Klasyfikacja końcowa
| Miejsce | Reprezentacja            |
| ------- | ------------------------ |
| złoto   | Szwecja U-21             |
| srebro  | Dania U-21               |
| brąz    | Słowenia U-21            |
| 4       | Hiszpania U-21           |
| 5       | Chorwacja U-21           |
| 6       | Szwajcaria U-21          |
| 7       | Polska U-21              |
| 8       | Brazylia U-21            |
| 9       | Tunezja U-21             |
| 10      | Egipt U-21               |
| 11      | Serbia i Czarnogóra U-21 |
| 12      | Katar U-21               |
| 13      | Niemcy U-21              |
| 14      | Słowacja U-21            |
| 15      | Węgry U-21               |
| 16      | Argentyna U-21           |
| 17      | Ukraina U-21             |
| 18      | Algieria U-21            |
| 19      | Kuwejt U-21              |
| 20      | Portoryko U-21           |

## Nagrody indywidualne
| MVP           | Najlepszy strzelec | Najlepszy bramkarz | Najlepszy lewoskrzydłowy | Najlepszy lewy rozgrywający | Najlepszy środkowy rozgrywający | Najlepszy prawy rozgrywający | Najlepszy prawoskrzydłowy | Najlepszy obrotowy       |
| ------------- | ------------------ | ------------------ | ------------------------ | --------------------------- | ------------------------------- | ---------------------------- | ------------------------- | ------------------------ |
| Kim Andersson | Karol Bielecki     | Anders Persson     | Bruno Santana            | Karol Bielecki              | David Špiler                    | Kim Andersson                | Lasse Svan Hansen         | Carlos Rodríguez Prendes |